# Fontenay-le-Fleury
Pour les articles homonymes, voir Fontenay et Fleury.
Fontenay-le-Fleury est une commune du département des Yvelines, dans la région Île-de-France, en France, située à environ 30 kilomètres au sud-ouest de Paris, au cœur de la plaine de Versailles.
Ses habitants sont appelés les Fontenaysiens.

## Géographie

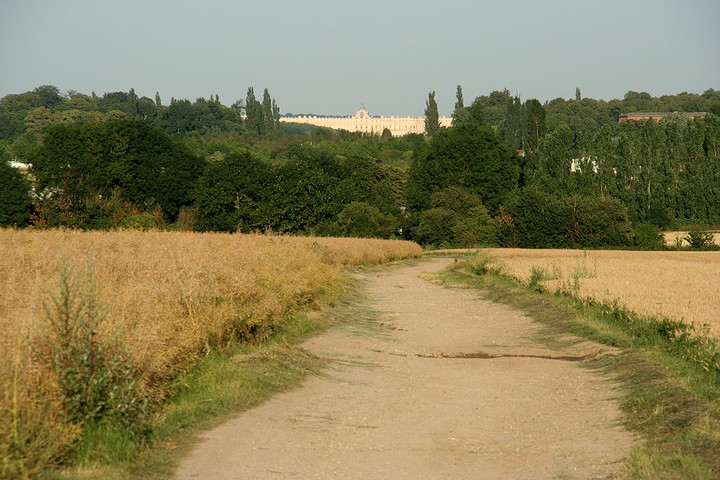
Allée royale de Villepreux à Fontenay-le-Fleury.

### Localisation
La commune de Fontenay-le-Fleury se trouve dans la plaine de Versailles à 7,5 kilomètres du centre de la préfecture des Yvelines, Versailles. Elle est localisée à 29 kilomètres à l'ouest de la cathédrale Notre-Dame de Paris, point zéro des routes de France, et à 26 kilomètres au sud-ouest de la porte de Saint-Cloud.

### Communes limitrophes
Elle est limitrophe de Noisy-le-Roi au nord-nord-est, de Bailly au nord-est, de Saint-Cyr-l'École au sud-est, de Bois-d'Arcy au sud-ouest, de Villepreux à l'ouest et de Rennemoulin au nord-ouest.

### Hydrographie
La limite nord de Fontenay-le-Fleury est constituée par le ru de Gally, affluent de la Mauldre. La commune est traversée par l'aqueduc de l'Avre, ouvrage souterrain qui alimente Paris grâce au réservoir de Saint-Cloud. Le ru du Pré des Seigneurs longe la limite communale par l'est et le ru de l'Oisement par l'ouest.

### Climat
Pour des articles plus généraux, voir Climat de l'Île-de-France et Climat des Yvelines.
En 2010, le climat de la commune est de type climat océanique dégradé des plaines du Centre et du Nord, selon une étude du CNRS s'appuyant sur une série de données couvrant la période 1971-2000. En 2020, Météo-France publie une typologie des climats de la France métropolitaine dans laquelle la commune est exposée à un climat océanique altéré et est dans la région climatique  Sud-ouest du bassin Parisien, caractérisée par une faible pluviométrie, notamment au printemps (120 à 150 mm) et un hiver froid (3,5 °C). 
Pour la période 1971-2000, la température annuelle moyenne est de 10,9 °C, avec une amplitude thermique annuelle de 14,8 °C. Le cumul annuel moyen de précipitations est de 655 mm, avec 10,7 jours de précipitations en janvier et 7,9 jours en juillet. Pour la période 1991-2020, la température moyenne annuelle observée sur la station météorologique la plus proche, située sur la commune de Trappes à 5 km à vol d'oiseau, est de 11,6 °C et le cumul annuel moyen de précipitations est de 686,3 mm,. Pour l'avenir, les paramètres climatiques de la commune estimés pour 2050 selon différents scénarios d'émission de gaz à effet de serre sont consultables sur un site dédié publié par Météo-France en novembre 2022.
| Mois                                  | jan.             | fév.             | mars             | avril           | mai             | juin           | jui.          | août          | sep.            | oct.            | nov.            | déc.             | année      |
| ------------------------------------- | ---------------- | ---------------- | ---------------- | --------------- | --------------- | -------------- | ------------- | ------------- | --------------- | --------------- | --------------- | ---------------- | ---------- |
| Température minimale moyenne (°C)     | 1,9              | 1,8              | 3,9              | 6               | 9,4             | 12,5           | 14,4          | 14,2          | 11,3            | 8,5             | 4,8             | 2,4              | 7,6        |
| Température moyenne (°C)              | 4,3              | 4,9              | 7,9              | 10,7            | 14,1            | 17,3           | 19,5          | 19,4          | 16              | 12,2            | 7,6             | 4,8              | 11,6       |
| Température maximale moyenne (°C)     | 6,8              | 8                | 11,9             | 15,4            | 18,8            | 22,1           | 24,6          | 24,6          | 20,7            | 15,8            | 10,4            | 7,2              | 15,5       |
| Record de froid (°C) date du record   | −15,8 17.01.1985 | −15,6 13.02.1929 | −10,5 07.03.1971 | −4,1 12.04.1986 | −1,2 07.05.1957 | 0,1 01.06.1936 | 2 09.07.1929  | 4 31.08.1928  | −0,5 20.09.1952 | −5,2 28.10.1931 | −8,9 24.11.1998 | −14,3 22.12.1946 | −15,8 1985 |
| Record de chaleur (°C) date du record | 16 05.01.1999    | 20,3 27.02.19    | 24,7 31.03.21    | 28 18.04.1949   | 30,9 27.05.05   | 36 18.06.22    | 40,6 25.07.19 | 39,1 06.08.03 | 34,6 09.09.23   | 29 01.10.1985   | 21 03.11.1927   | 16,8 07.12.00    | 40,6 2019  |
| Ensoleillement (h)                    | 57               | 806              | 1 337            | 1 758           | 2 017           | 2 096          | 2 223         | 2 163         | 1 769           | 1 168           | 676             | 553              | 17 138     |
| Précipitations (mm)                   | 56,2             | 49,9             | 50,1             | 49,9            | 66              | 57             | 56,3          | 56,1          | 49,8            | 61,8            | 61,2            | 72               | 686,3      |

### Voies de communications et transport

#### Réseau routier
La commune est desservie par la route départementale 11 reliant Versailles à Plaisir. La route départementale 127 permet, depuis cette D 11 et à partir de l'extrémité ouest de l'agglomération, d'accéder à Bois-d'Arcy et, au-delà, à la route nationale 12 et à Saint-Quentin-en-Yvelines.
L'autoroute A12 longe la commune par l'est, et une sortie se situe au niveau de la commune de Bois d'Arcy (sortie 7, D 129 Bois-d'Arcy).

#### Transports en commun
- La ville est desservie par la gare de Fontenay-le-Fleury, sur la ligne  . La ligne effectue les liaisons entre les gares de Paris-Montparnasse, de Versailles - Chantiers, de Plaisir-Grignon et de Mantes-la-Jolie. La gare est située sur la ligne de Saint-Cyr à Surdon (correspondant à une partie de la ligne de Paris à Granville).

La ligne traverse le sud de la commune entre la zone d'habitation et la forêt communale, accentuant la séparation entre les Hauts de Fontenay et le reste de la commune.
- Le réseau de bus du Grand Versailles effectue des liaisons avec cinq lignes de bus qui relient la gare de Fontenay-le-Fleury au reste de la ville et aux communes alentour. Il s'agit des lignes 11S (ligne reliant Fontenay à la gare de Versailles-Chantiers), 40 (ligne reliant Fontenay à la gare de Versailles-Château-Rive-Gauche), 41 (ligne reliant Fontenay à Bois-d'Arcy), 43 (circulaire dans Fontenay), 51 (ligne reliant la gare de Saint-Quentin-en-Yvelines à l'Hôpital André Mignot au Chesnay-Rocquencourt).
- Le réseau de bus Centre et Sud Yvelines par la ligne FA (ligne reliant Buc à Saint-Nom-la-Bretèche).
- Le réseau de bus Île-de-France Ouest par la ligne 17 (ligne reliant la Gare de Plaisir - Grignon à la station de métro du Pont de Sèvres)
- Le réseau de bus de Saint-Quentin-en-Yvelines par la ligne 50 (ligne reliant la Gare de Plaisir - Grignon à celle de Saint-Quentin-en-Yvelines).

La nuit, la ligne Noctilien N145 dessert la gare de Saint-Cyr, située à 2 kilomètres de Fontenay-le-Fleury. Cette ligne nocturne relie (Paris-Montparnasse à La Verrière et Rambouillet).

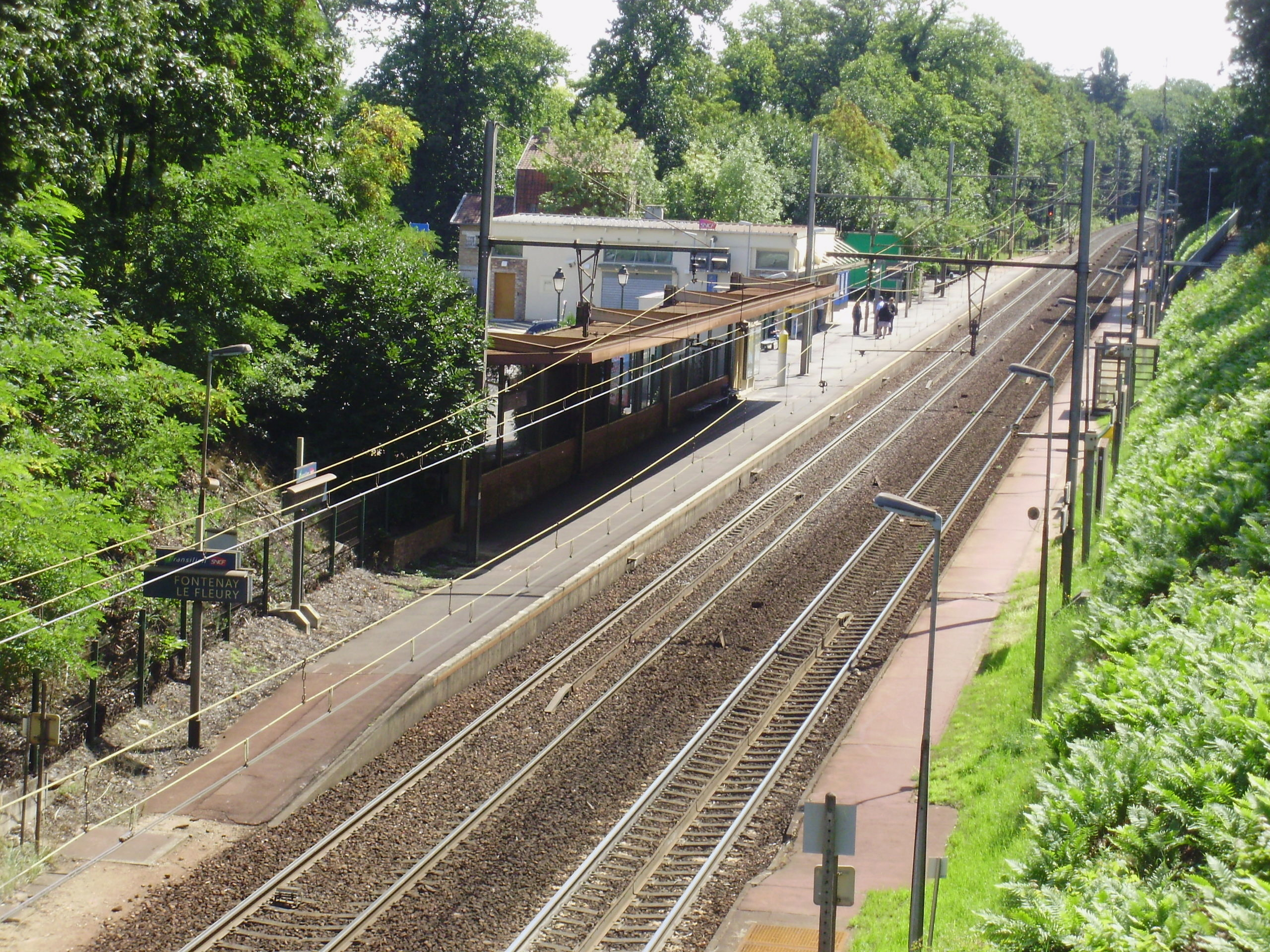
La gare de Fontenay-le-Fleury.
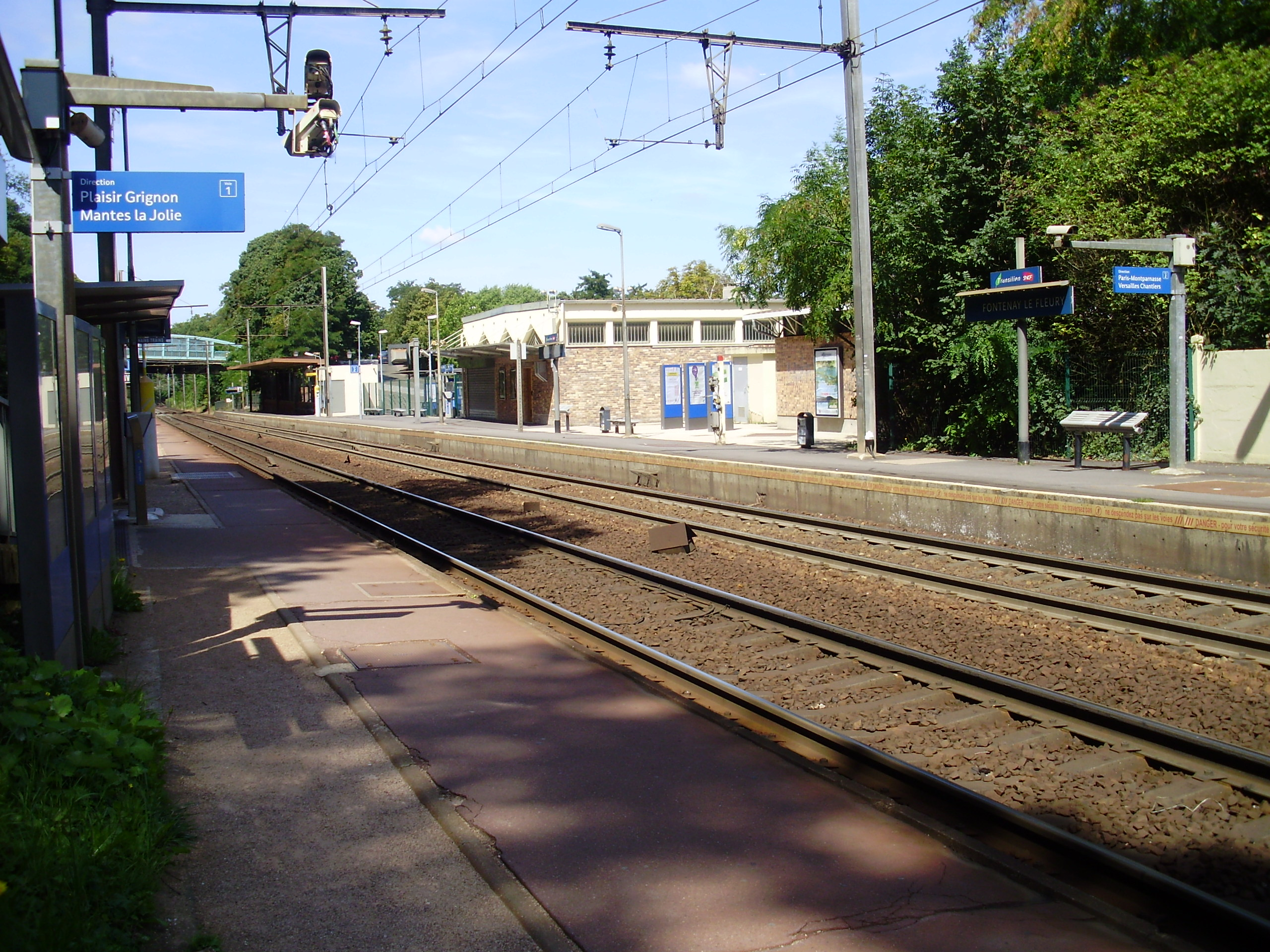
Les quais de la gare.
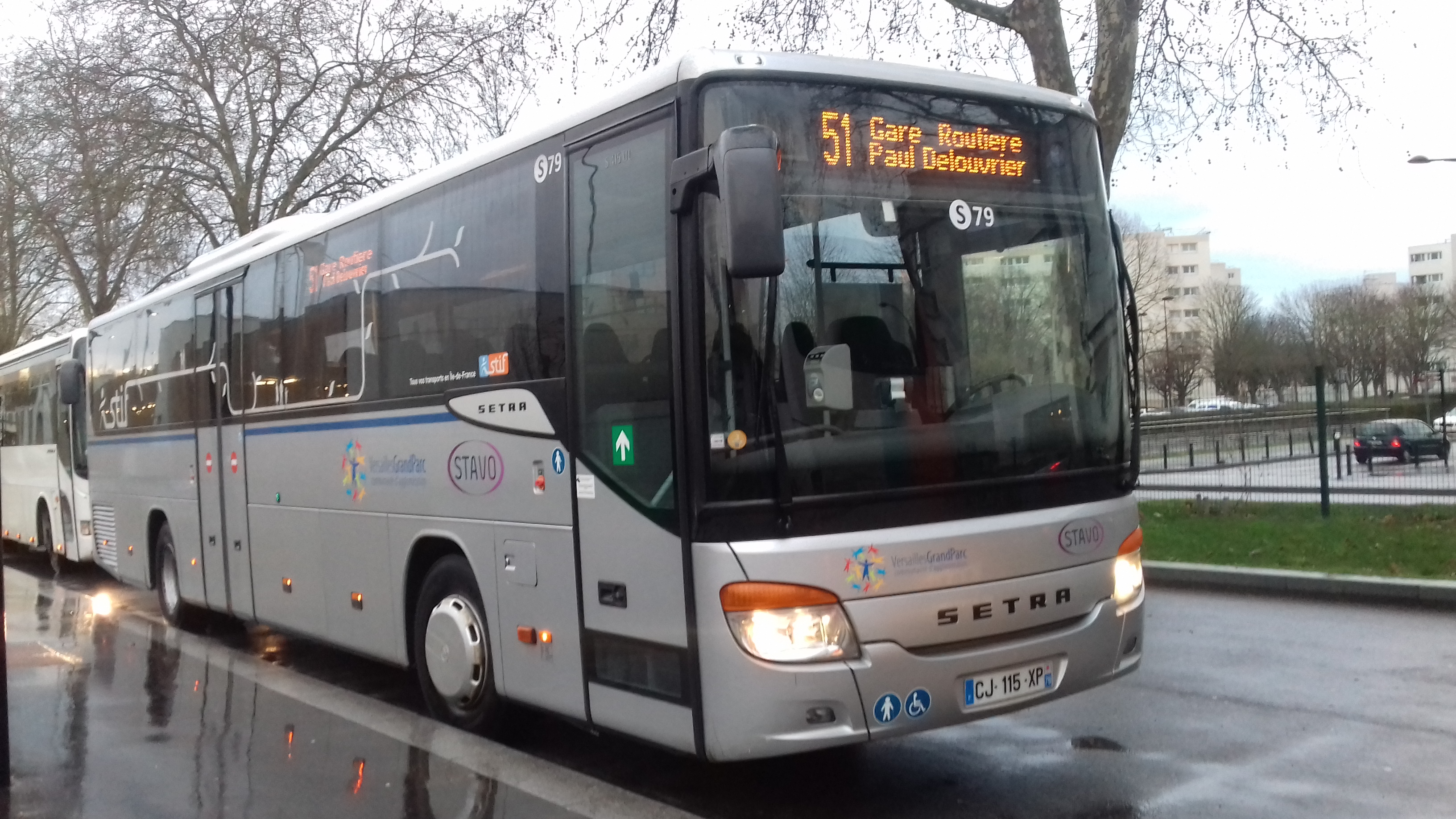
Ligne 51.
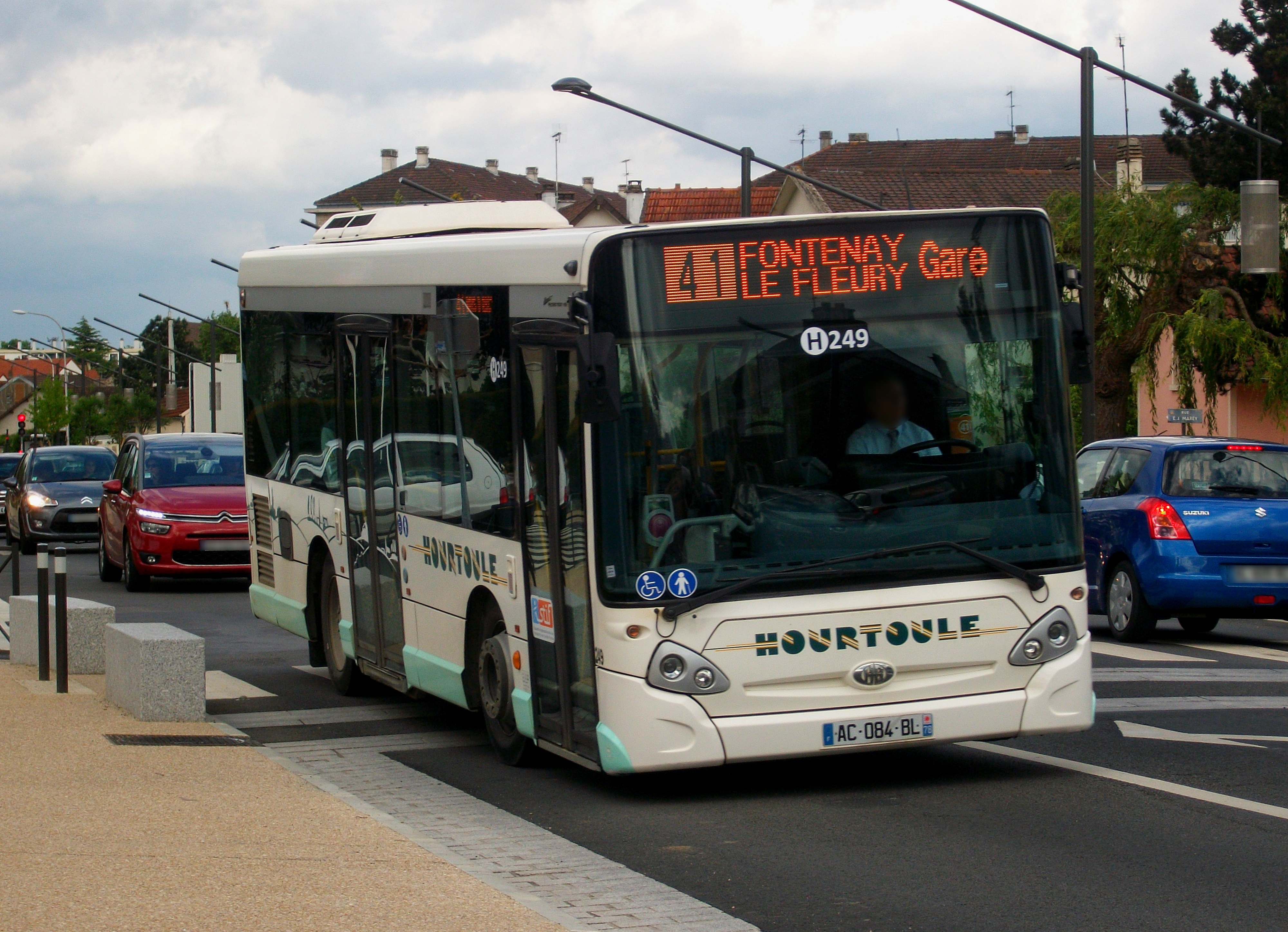
Ligne 41.

#### Aviation
La commune se situe à proximité immédiate de l'aérodrome de Saint-Cyr-l'École.

## Urbanisme

### Typologie
Au 1er janvier 2024, Fontenay-le-Fleury est catégorisée grand centre urbain, selon la nouvelle grille communale de densité à sept niveaux définie par l'Insee en 2022.
Elle appartient à l'unité urbaine de Paris, une agglomération inter-départementale regroupant 407  communes, dont elle est une commune de la banlieue,,. Par ailleurs la commune fait partie de l'aire d'attraction de Paris, dont elle est une commune du pôle principal,. Cette aire regroupe 1 929 communes,.

## Toponymie
Le nom de la localité est attesté sous les formes Fontinetum, Fontanetum en 1190, Fontenei, Fontaine-le-Fleury.
Fontenay, toponyme formé sur l'adjectif Fontana, dérive du latin, fons, fontis, la source ou la fontaine.
Fleury, du gallo-roman *Floriacum, formation sur le suffixe -acum précédé de l'anthroponyme Florus, d'où le sens global de « domaine de Florus ».

### Micro-toponymie
Le Haut Fontenay est un ancien hameau, aujourd'hui un quartier de Fontenay-le-Fleury.

## Histoire

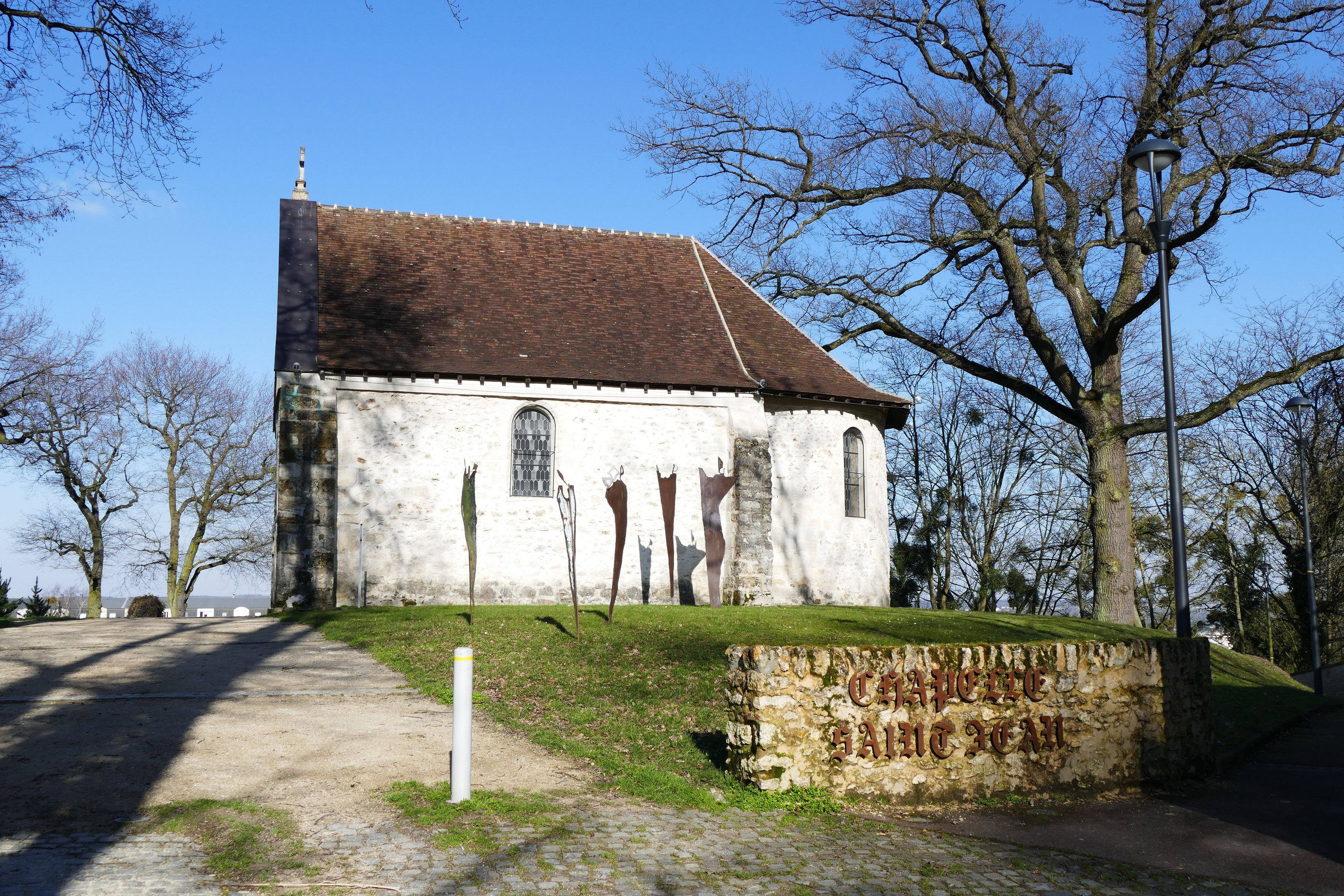
Chapelle Saint-Jean.

Situé à la limite des territoires des tribus Parisii et Carnutes, Fontenay se trouvait dans la forêt de l'Yveline[pas clair].Défriché et mis en culture à partir du XIe siècle par des moines bénédictins de Marmoutier, le village s'est développé en se tournant vers l'agriculture, notamment céréalière. L'église Saint-Germain date du XIe siècle et a été reconstruite au XVIe siècle.
Au XVIIe siècle, une partie de la paroisse de Fontenay-le-Fleury fut englobée dans le parc de Versailles constitué par Louis XIV pour disposer d'un domaine de chasse. Le domaine, incluant notamment Fontenay, fut entouré de tours et de murailles et les fermes furent rachetées par la Couronne. Celles-ci furent détruites lors de la Révolution française et les biens du Domaine Royal vendus aux enchères.
Le chemin de fer arrive à partir de 1860 lors de la construction, par étapes, de l'actuelle ligne Paris - Granville. Pourtant, la présence de la gare de Fontenay-le-Fleury ne date que de 1932.
En 1939, Sacha Guitry, installé dans le village depuis 1937, épousa Geneviève de Séréville en l'église Saint-Germain de Fontenay-le-Fleury.
À partir des années 1950-1960, la commune voit arriver de très nombreux habitants, notamment pour loger le personnel du Grand Quartier général des puissances alliées en Europe (SHAPE)[réf. souhaitée], alors situé à Rocquencourt, et la commune devient progressivement périurbaine, implantée dans l'unité urbaine de Paris au cœur du bassin économique de la plaine de Versailles et à proximité de la ville nouvelle de Saint-Quentin-en-Yvelines.

### Gally
Gally était un hameau de la commune de Fontenay-le-Fleury.
En 1590, la seigneurie avait des propriétaires pauvres qui, à leur mort, en firent don à l'abbaye Sainte-Geneviève de Paris.
En 1673, Louis XIV l'acheta à l'abbaye et le fit enclore dans son parc de Versailles.

## Politique et administration

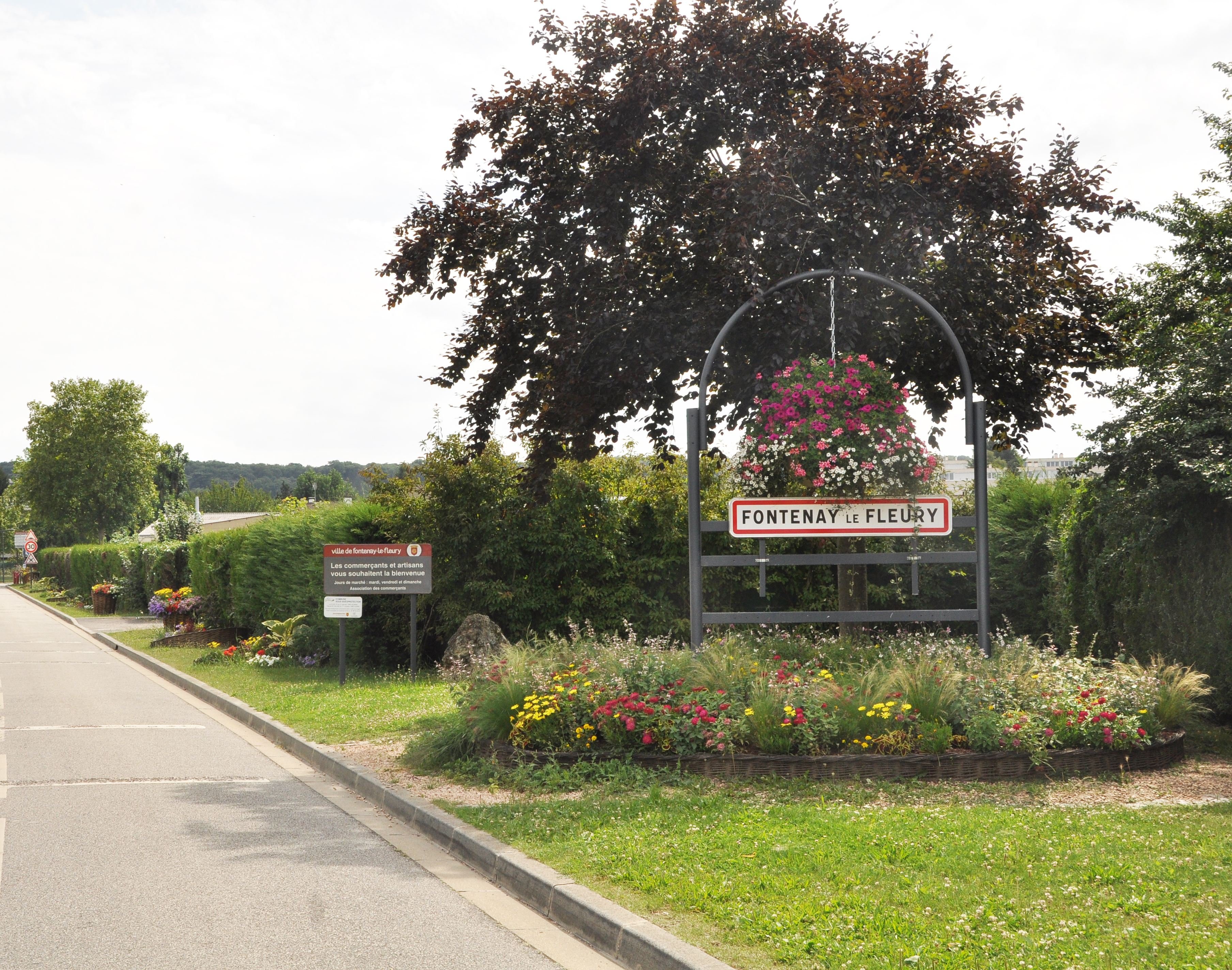
Entrée de ville.

### Rattachements administratifs et électoraux

#### Rattachements administratifs
Antérieurement à la loi du 10 juillet 1964, la commune faisait partie du département de Seine-et-Oise. La réorganisation de la région parisienne en 1964 fit que la commune appartient désormais au département des Yvelines et à son arrondissement de Versailles après un transfert administratif effectif au 1er janvier 1968.
L’organisation juridictionnelle rattache les justiciables de Fontenay au Tribunal judiciaire de Versailles et au tribunal administratif de Versailles, tous rattachés à la Cour d'appel de Versailles.

#### Rattachements électoraux
Pour l'élection des députés, Fontenay-le-Fleury fait partie de la onzième circonscription des Yvelines.
Elle faisait partie de 1801 à 1967 du canton de Versailles-Ouest de Seine-et-Oise. Lors de la mise en place du département des Yvelines, la commune intègre le canton de Trappes en 1967 jusqu'en 1976, année où elle intègre le canton de Saint-Cyr-l'École. Dans le cadre du redécoupage cantonal de 2014 en France, ce canton, dont la commune fait toujours partie, est modifié, passant de 3 à 6 communes.
Les personnalités exerçant une fonction élective dont le mandat est en cours et en lien direct avec le territoire de Fontenay-le-Fleury sont les suivantes :
| Élection             | Territoire                       | Titre                       | Nom                              | Tendance politique |  | Début de mandat | Fin de mandat |
| -------------------- | -------------------------------- | --------------------------- | -------------------------------- | ------------------ |  | --------------- | ------------- |
| Municipales 2020     | Commune de Fontenay-le-Fleury    | Maire de Fontenay-le-Fleury | Richard Rivaud                   | LR                 |  | mai 2020        | mars 2026     |
| Départementales 2015 | Canton de Saint-Cyr-l'École      | Conseillers départementaux  | Philippe Benassaya et Sonia Brau | LR                 |  | mars 2015       | mars 2021     |
| Législatives 2022    | 11e circonscription des Yvelines | Député                      | William Martinet                 | LFI                |  | juin 2022       | juin 2027     |

### Intercommunalité
La ville fait partie avec 17 autres communes de la communauté d'agglomération Versailles Grand Parc, créée comme communauté de communes fin 2002 et transformée en communauté d'agglomération en 2010.

### Tendances politiques et résultats

#### Élections présidentielles
Résultats des deuxièmes tours :
- Élection présidentielle de 2012[22] : 50,88 % pour François Hollande (PS), 49,12 % pour Nicolas Sarkozy (UMP). Le taux de participation était de 83,57 %.
- Élection présidentielle de 2017[23] : 80,22 % pour Emmanuel Macron (REM), 19,78 % pour Marine Le Pen (FN). Le taux de participation était de 75,96 %.

#### Élections législatives
Résultats des deuxièmes tours :
- Élections législatives de 2012[24] : 50,24 % pour Benoît Hamon (PS), 49,76 % pour Jean-Michel Fourgous (UMP). Le taux de participation était de 60,75 %.
- Élections législatives de 2017[25] : 53,12 % pour Nadia Hai (LREM), 46,88 % pour Jean-Michel Fourgous (LR). Le taux de participation était de 45,48 %.
- Élections législatives partielles de 2020[26] : 59,76 % pour Philippe Benassaya (LR), 40,24 % pour Sandrine Grandgambe (Génération.s). Le taux de participation était de 16,70 %.

#### Élections européennes
Résultats des deux meilleurs scores :
- Élections européennes de 2014[27] : 21,88 % pour Alain Lamassoure (UMP), 15,92 % pour Aymeric Chauprade (FN). Le taux de participation était de 45,32 %.
- Élections européennes de 2019[28] : 29,00 % pour Nathalie Loiseau (LREM), 15,71 % pour Yannick Jadot (EÉLV). Le taux de participation était de 53,31 %.

#### Élections régionales
Résultats des deux meilleurs scores :
- Élections régionales de 2015[29] : 47,52 % pour Valérie Pécresse (UMP), 39,75 % pour Claude Bartolone (PS). Le taux de participation était de 55,81 %.

#### Élections départementales
Résultats des deux meilleurs scores :
- Élections départementales de 2015[30] : 59,52 % pour Philippe Benassaya et Sonia Beau (UMP), 40,48 % pour Fabienne Gelgon-Bilbault et Jean-Philippe Malle (PS). Le taux de participation était de 42,01 %.

#### Élections municipales
Résultats des deuxièmes tours ou du premier tour si dépassement de 50 % :
- Élections municipales de 2014[31] : 43,10 % pour Richard Rivaud (DVD), 33,24 % pour Dominique Conort (DVD) et 16,95 % pour Eric Maretheu (DVG). Le taux de participation était de 62,22 %.
- Élections municipales de 2020[32] : 74,35 % pour Richard Rivaud (DVD) et 25,65 % pour Alain Guiader (DVG). Le taux de participation était de 38,42 %.

### Liste des maires

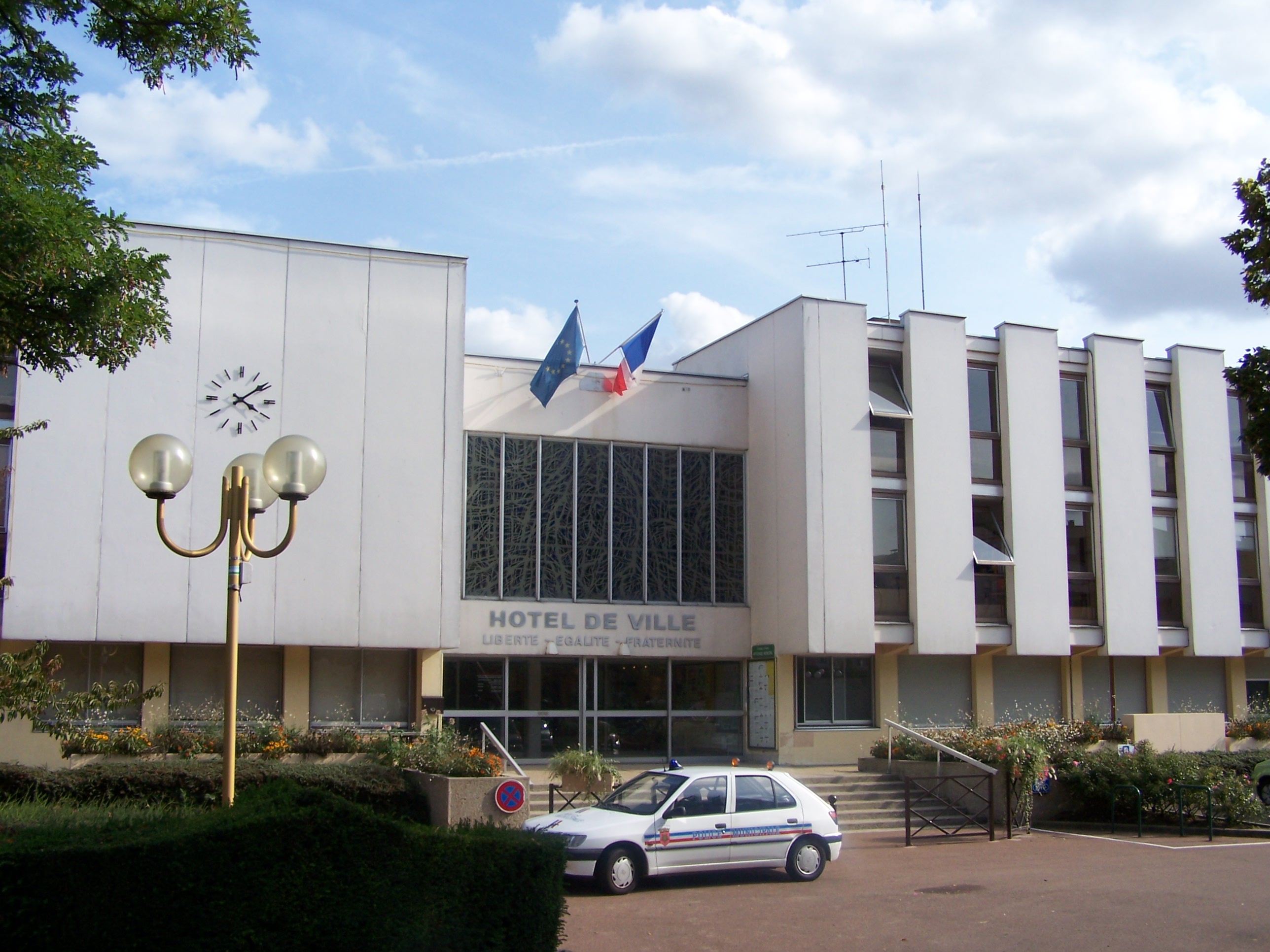
Mairie de Fontenay-le-Fleury.

| Période                                  | Période                       | Identité              | Étiquette    | Qualité |
| ---------------------------------------- | ----------------------------- | --------------------- | ------------ | --- |
| Les données manquantes sont à compléter. |                               |                       |              | |
| 1926                                     | octobre 1939                  | Émile Tourtebatte     | SFIC         | Maçon Conseil municipal suspendu par le gouvernement Daladier à la suite de la signature du Pacte germano-soviétique                                              |
| octobre 1939                             | ?                             | Georges Métivier      |              | Nommé président de la délégation spéciale par le gouvernement Daladier                                                                                            |
| Les données manquantes sont à compléter. |                               |                       |              | |
| août 1944                                | mai 1945                      | Émile Tourtebatte     | PCF          | Maçon, président de la délégation spéciale |
| Les données manquantes sont à compléter. |                               |                       |              | |
| avant 1958                               | ?                             | Urbain Péguet         | SFIO         | Directeur d'école |
| mars 1971                                | mars 1983                     | Gilbert Gaston        | PCF          | Écrivain Conseiller général de Saint-Cyr-l'École (1976 → 1985) |
| mars 1983                                | juin 1995                     | Anne Le Pivain        | DVD          | Infirmière Conseiller général de Saint-Cyr-l'École (1985 → 1998) Vice-présidente du conseil général des Yvelines Suppléante du député Étienne Pinte (1978 → 1986) |
| juin 1995                                | juin 2011                     | Jean-Jacques Lasserre | DVD puis UMP | Directeur commercial Conseiller régional d'Ile-de-France (2004 → 2010) Vice-président de la CA Versailles Grand Parc ( ? → 2011) Décédé en fonction               |
| juillet 2011                             | avril 2014                    | Dominique Conort      | UDI          | Retraitée Vice-présidente de la CA Versailles Grand Parc[Quand ?]                                                                                                 |
| avril 2014,                              | En cours (au 10 octobre 2020) | Richard Rivaud        | UMP → LR     | Cadre dirigeant à la SNCF Vice-président de la CA Versailles Grand Parc (2014 → ) Réélu pour le mandat 2020-2026                                                  |

### Distinctions et labels
La commune, déjà récompensée de deux fleurs en 2017 au concours des villes et villages fleuris, a reçu en 2018 une troisième fleur, qui reconnaît le travail effectué par le service municipal des espaces verts.

### Démocratie participative
La ville dispose d'un conseil municipal d'enfants, issus des classes de CM1 et CM2.

### Jumelages
| Ville | Ville  | Pays | Pays      |
| ----- | ------ | ---- | --------- |
|       | Daaden |      | Allemagne |

### Sécurité
La commune dispose d'un commissariat de police. Le centre de secours du Service départemental d'incendie et de secours le plus proche est situé à Bois-d'Arcy (situé à 3 kilomètres de Fontenay).

## Population et société

### Démographie

#### Évolution démographique
L'évolution du nombre d'habitants est connue à travers les recensements de la population effectués dans la commune depuis 1793. Pour les communes de plus de 10 000 habitants les recensements ont lieu chaque année à la suite d'une enquête par sondage auprès d'un échantillon d'adresses représentant 8 % de leurs logements, contrairement aux autres communes qui ont un recensement réel tous les cinq ans,.

En 2022, la commune comptait 13 640 habitants, en évolution de +1,51 % par rapport à 2016 (Yvelines : +2,72 %, France hors Mayotte : +2,11 %).
| 1793 | 1800 | 1806 | 1821 | 1831 | 1836 | 1841 | 1846 | 1851 |
| ---- | ---- | ---- | ---- | ---- | ---- | ---- | ---- | ---- |
| 339  | 330  | 305  | 373  | 408  | 417  | 406  | 432  | 473  |

| 1856 | 1861 | 1866 | 1872 | 1876 | 1881 | 1886 | 1891 | 1896 |
| ---- | ---- | ---- | ---- | ---- | ---- | ---- | ---- | ---- |
| 471  | 634  | 509  | 573  | 625  | 601  | 592  | 565  | 562  |

| 1901 | 1906 | 1911 | 1921 | 1926 | 1931 | 1936 | 1946 | 1954  |
| ---- | ---- | ---- | ---- | ---- | ---- | ---- | ---- | ----- |
| 548  | 557  | 524  | 579  | 669  | 802  | 869  | 975  | 1 138 |

| 1962  | 1968   | 1975   | 1982   | 1990   | 1999   | 2006   | 2011   | 2016   |
| ----- | ------ | ------ | ------ | ------ | ------ | ------ | ------ | ------ |
| 2 919 | 12 035 | 14 279 | 12 874 | 13 196 | 12 582 | 12 828 | 12 981 | 13 437 |

| 2021   | 2022   | - | - | - | - | - | - | - |
| ------ | ------ | - | - | - | - | - | - | - |
| 13 455 | 13 640 | - | - | - | - | - | - | - |

#### Pyramide des âges
En 2018, le taux de personnes d'un âge inférieur à 30 ans s'élève à 38,7 %, soit au-dessus de la moyenne départementale (38 %). À l'inverse, le taux de personnes d'âge supérieur à 60 ans est de 21,1 % la même année, alors qu'il est de 21,7 % au niveau départemental.
En 2018, la commune comptait 6 584 hommes pour 6 910 femmes, soit un taux de 51,21 % de femmes, légèrement inférieur au taux départemental (51,32 %).
Les pyramides des âges de la commune et du département s'établissent comme suit.
| Hommes | Classe d’âge | Femmes |
| ------ | ------------ | ------ |
| 0,5    | 90 ou +      | 1,0    |
| 5,6    | 75-89 ans    | 7,9    |
| 12,3   | 60-74 ans    | 14,7   |
| 19,5   | 45-59 ans    | 19,5   |
| 21,2   | 30-44 ans    | 20,3   |
| 20,0   | 15-29 ans    | 18,7   |
| 20,9   | 0-14 ans     | 17,8   |

| Hommes | Classe d’âge | Femmes |
| ------ | ------------ | ------ |
| 0,6    | 90 ou +      | 1,4    |
| 6      | 75-89 ans    | 7,8    |
| 13,5   | 60-74 ans    | 14,8   |
| 20,7   | 45-59 ans    | 20,1   |
| 19,6   | 30-44 ans    | 19,9   |
| 18,5   | 15-29 ans    | 16,8   |
| 21,2   | 0-14 ans     | 19,2   |

### Enseignement
La commune relève de l'académie de Versailles. Les écoles sont gérées par l’inspection générale de l'inspection départementale de l’Éducation nationale de Versailles.
La ville regroupe quatre écoles maternelles (La Reinette, Louis-Pergaud, Olivier-Messiaen et René-Descartes) et quatre écoles élémentaires (Louis-Pasteur, Olivier-Messiaen, René-Descartes et Victor-Hugo). Un collège (René-Descartes) est également situé dans la commune.
Les lycées les plus proches sont situés à Saint-Cyr-l'École, notamment le lycée Jules-Hardouin-Mansart et le lycée militaire de Saint-Cyr. Des sections internationales sont également implantées à Montigny-le-Bretonneux (École japonaise de Paris) et Buc (lycée franco-allemand de Buc). Les établissements universitaires sont situés à Paris et Versailles Saint-Quentin-en-Yvelines.
La commune compte également un établissement privé catholique primaire et secondaire de filles, le cours Sainte-Clotilde, dont les locaux sont situés dans le château de Ternay.

### Santé
La ville regroupe de nombreux professionnels de santé, et abrite également un pôle médical, ouvert depuis 2017. Elle dépend du centre Hospitalier de Versailles.

### Manifestations culturelles et festivités
Différentes manifestations théâtrales, musicales, et expositions ont lieu à la mairie, à l'église, à la bibliothèque ou au théâtre-cinéma.

### Équipements culturels
.

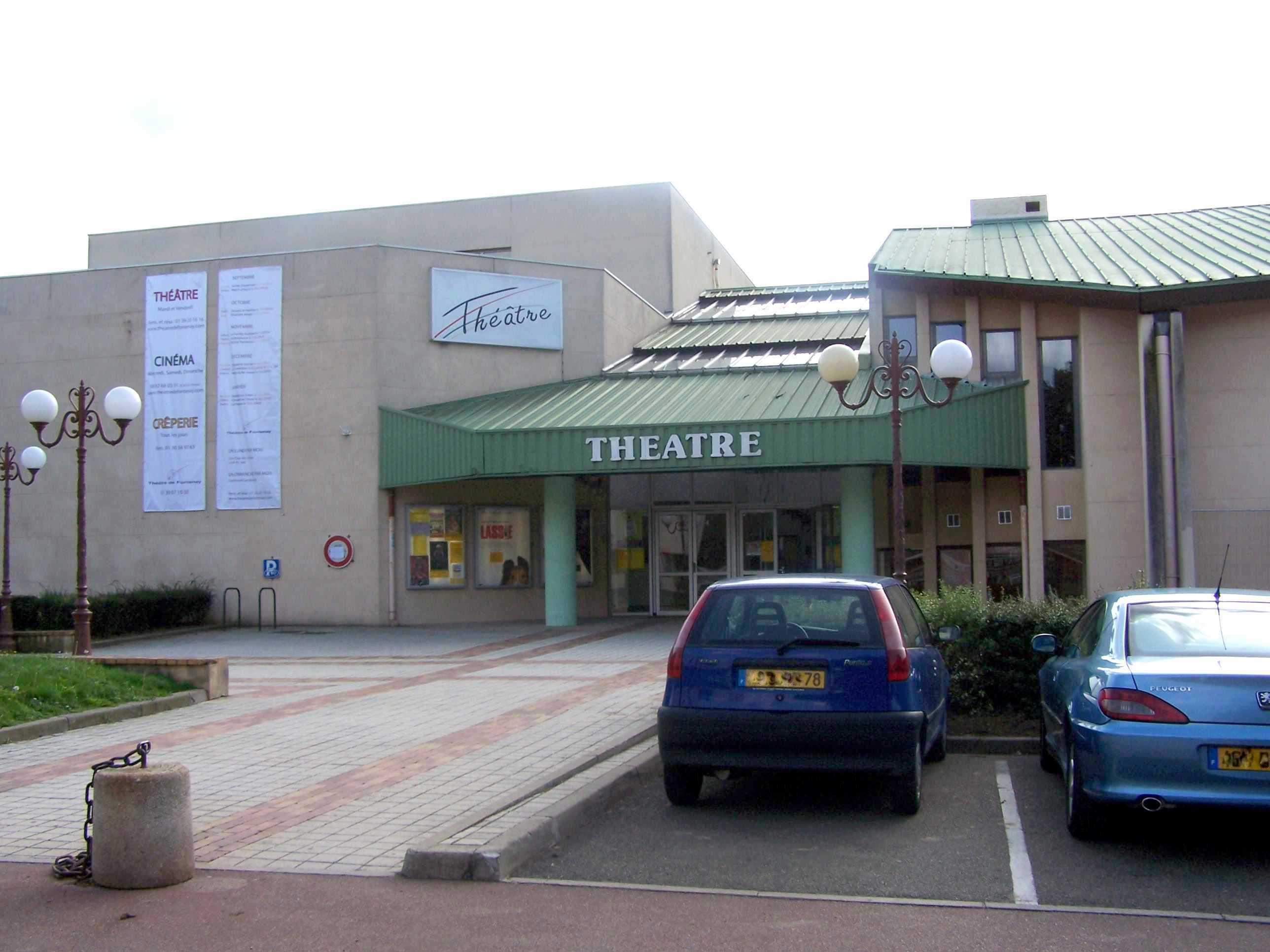
Théâtre et cinéma de Fontenay.

- La ville abrite une bibliothèque[53], qui offre des conférences, des parcours artistiques, et des lectures de contes pour les enfants.
- On y trouve également le « théâtre et cinéma de Fontenay », qui accueille des spectacles, des conférences et des événements culturels. Le cinéma est classé « art et essai ».
- L'hôtel de ville abrite parfois des expositions temporaires[54].
- Une école de musique est située au sein de la Maison des associations[55].

### Équipements sportifs
La commune est bien équipée en établissements sportifs et elle comprend deux gymnases (Pergaud et Levant), un complexe sportif (René-Descartes, avec courts de tennis, stade, jardin d'arc, skate-parc et gymnase), un city stade et un centre équestre (Les Pins).

## Économie

### Emploi
Commune essentiellement résidentielle, Fontenay-le-Fleury se situe toutefois à proximité de plusieurs bassins d'emplois, notamment à Saint-Quentin-en-Yvelines, Versailles, Plaisir (centre commercial) et Vélizy-Villacoublay. Par le train et l'autoroute, le bassin de l'aire urbaine de Paris est aisément accessible.

### Entreprises et commerces
Plusieurs commerces de proximité sont situés à Fontenay-le-Fleury, notamment en centre-ville. La commune abrite un marché trois fois par semaine.
Une zone commerciale est également située sur la commune de Bois-d'Arcy.
La commune dispose du Cotra, un établissement et service d'aide par le travail (ESAT) qui, en 2016, accompagne 105 personnes en situation de handicap psychique âgées de 18 à 60 ans.
Enfin, la commune abrite des exploitations agricoles, notamment céréalières.

## Culture locale et patrimoine

### Lieux et monuments
- L'église Saint-Germain, qui date du XIe siècle, a été reconstruite au XVIe siècle. Elle a été restaurée en 1966. La cloche de l'église, baptisée Germaine, est la plus ancienne du département des Yvelines ; elle est classée aux Monument historique. (voir aussi : Dalle funéraire d'un prêtre (Fontenay-le-Fleury)).
- Le château du Haut-Fontenay, hotel seigneurial du XVIIe siècle dû à l'architecte François Mansart remanié par l'architecte Ange-Jacques Gabriel. Des vestiges de 1331 subsistent (caves voutées, puits…). L'aménagement du parc a été réalisé par Henri Duchêne. Il s'agit de la seule propriété de la plaine de Versailles qui ne fut achetée par Louis XIV lors de la constitution du parc de Versailles.
- La chapelle Saint-Jean, restaurée en 2006 (prix des Rubans du Patrimoine), jouxte le parc des Missionnaires, en contrebas de la gare SNCF.
- La commune présente la particularité d'avoir, dans le cimetière communal, deux monuments aux morts, le premier datant de 1920, le second, beaucoup plus récent, consacré, semble-t-il, aux morts ensevelis hors de France et non inscrits sur le premier mémorial.
- Le château de Ternay, construit au XVIIIe siècle, devint la propriété du comte Dessus vers 1850 (la famille Dessus, originaire de Revel, puis de Corrèze, est alliée aux Écomard, de Cerou, Boutroux, Poincarré, et Bellisle de Murat). Gabriel Dessus ouvre à Paris vers 1890 deux boutiques de modes, l'une située rue de la Paix, l'autre place Vendôme, qui seront parmi les plus chics de la capitale dans les années de la Belle Époque. Le château de Ternay a été vendu par la famille Dessus à leur ami Sacha Guitry en 1937.

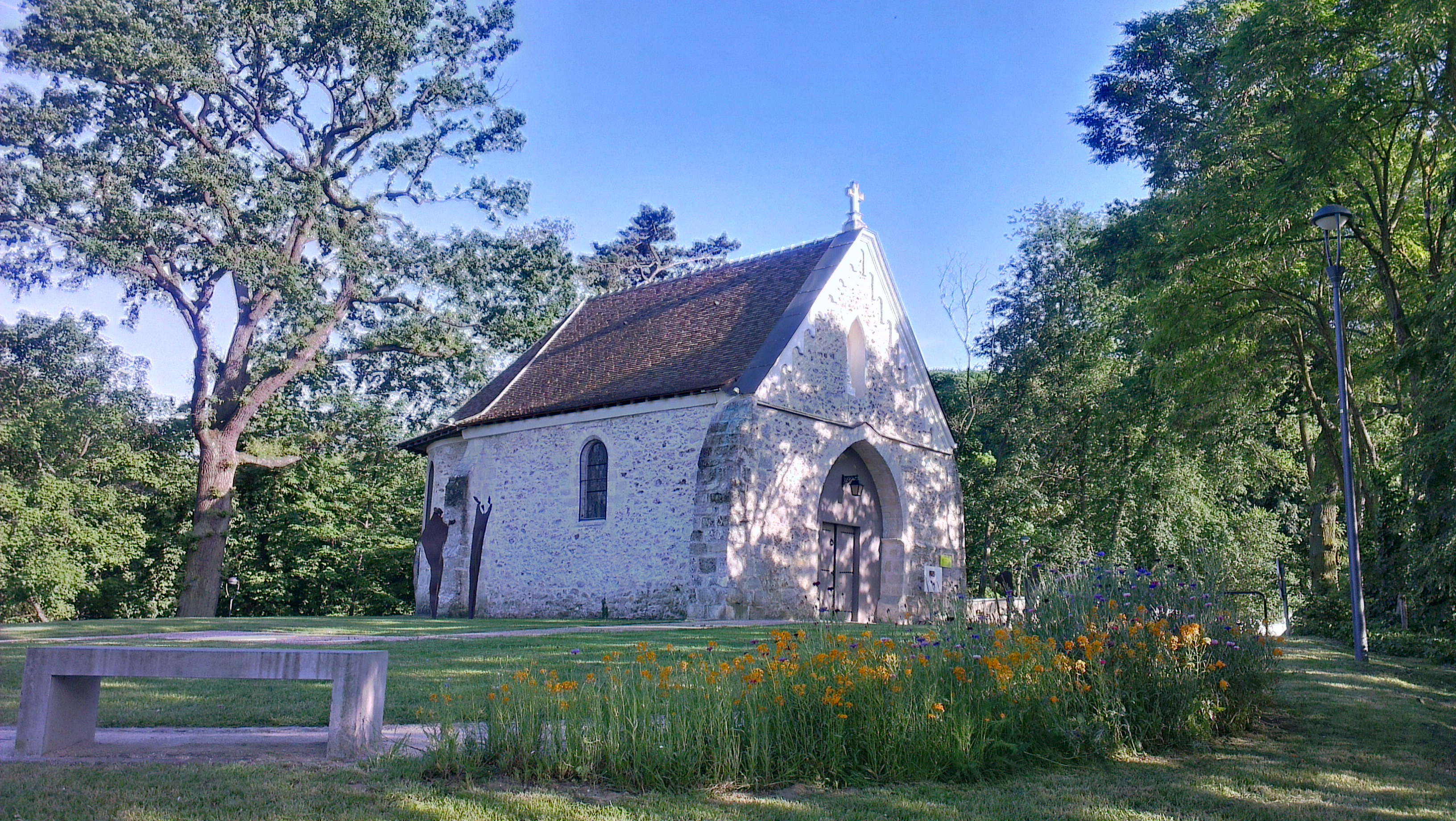
La chapelle Saint-Jean.
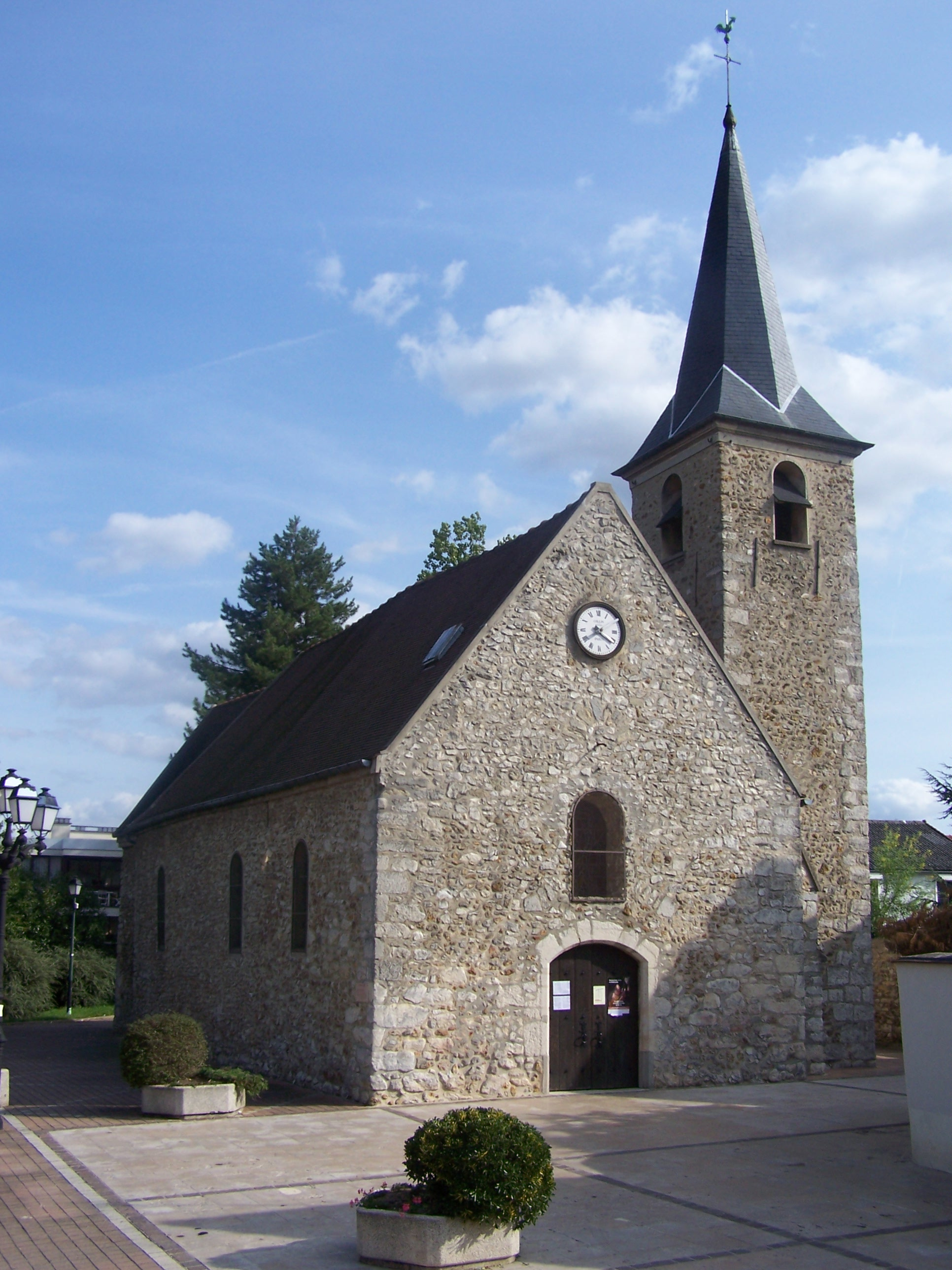
Église Saint-Germain-de-Paris.
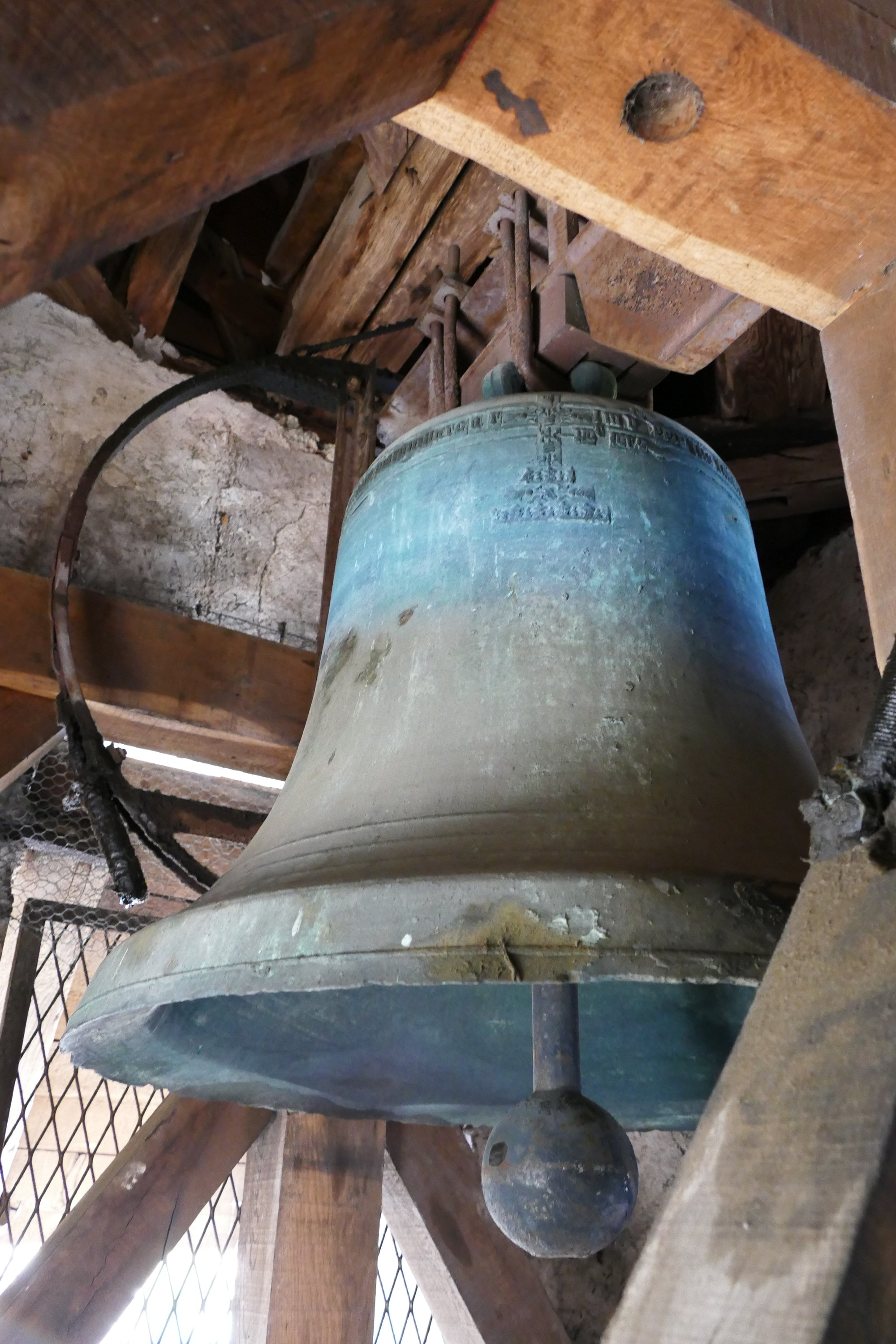
Cloche de l'église Saint-Germain.
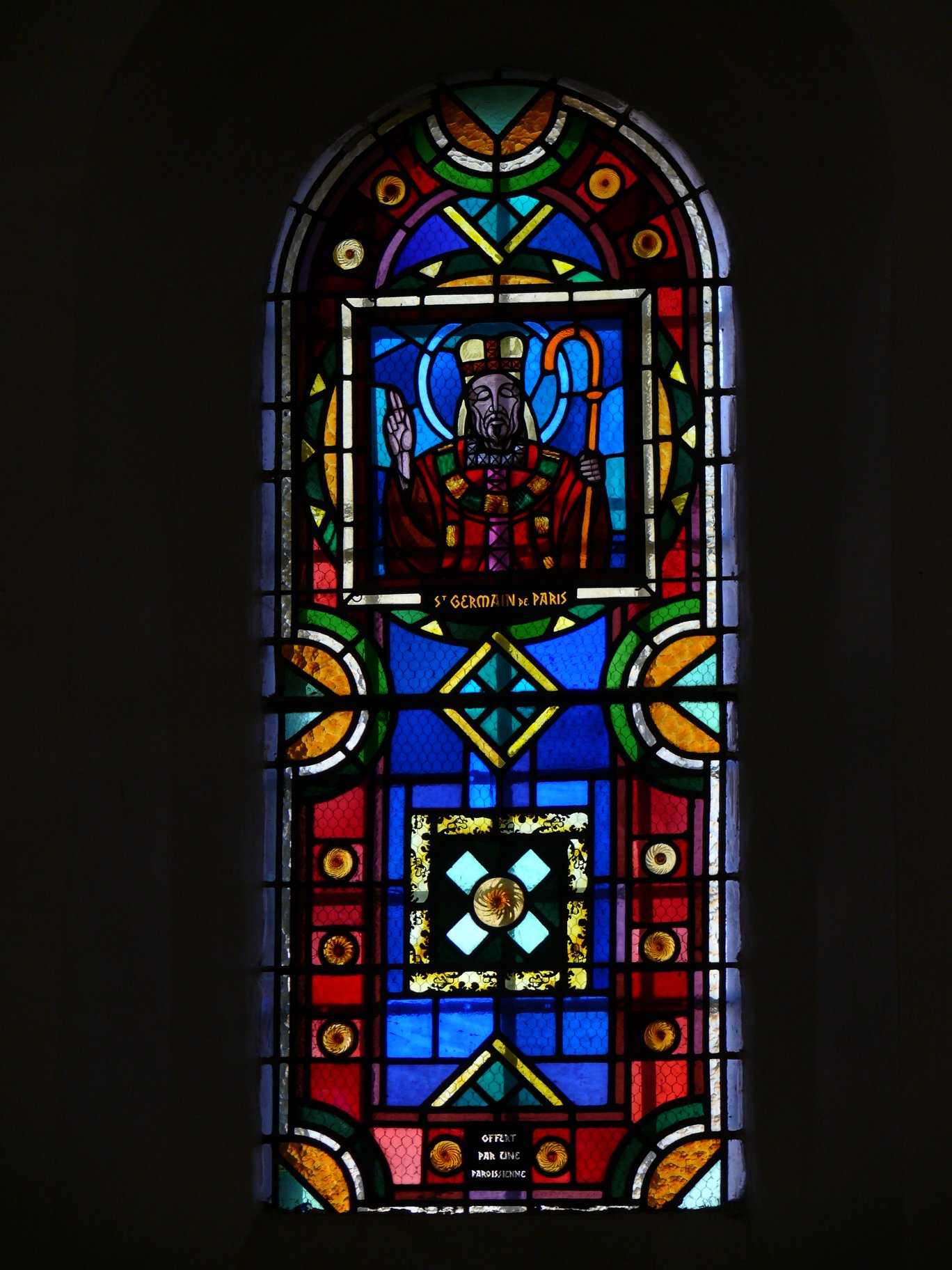
Vitrail de l'église Saint-Germain.
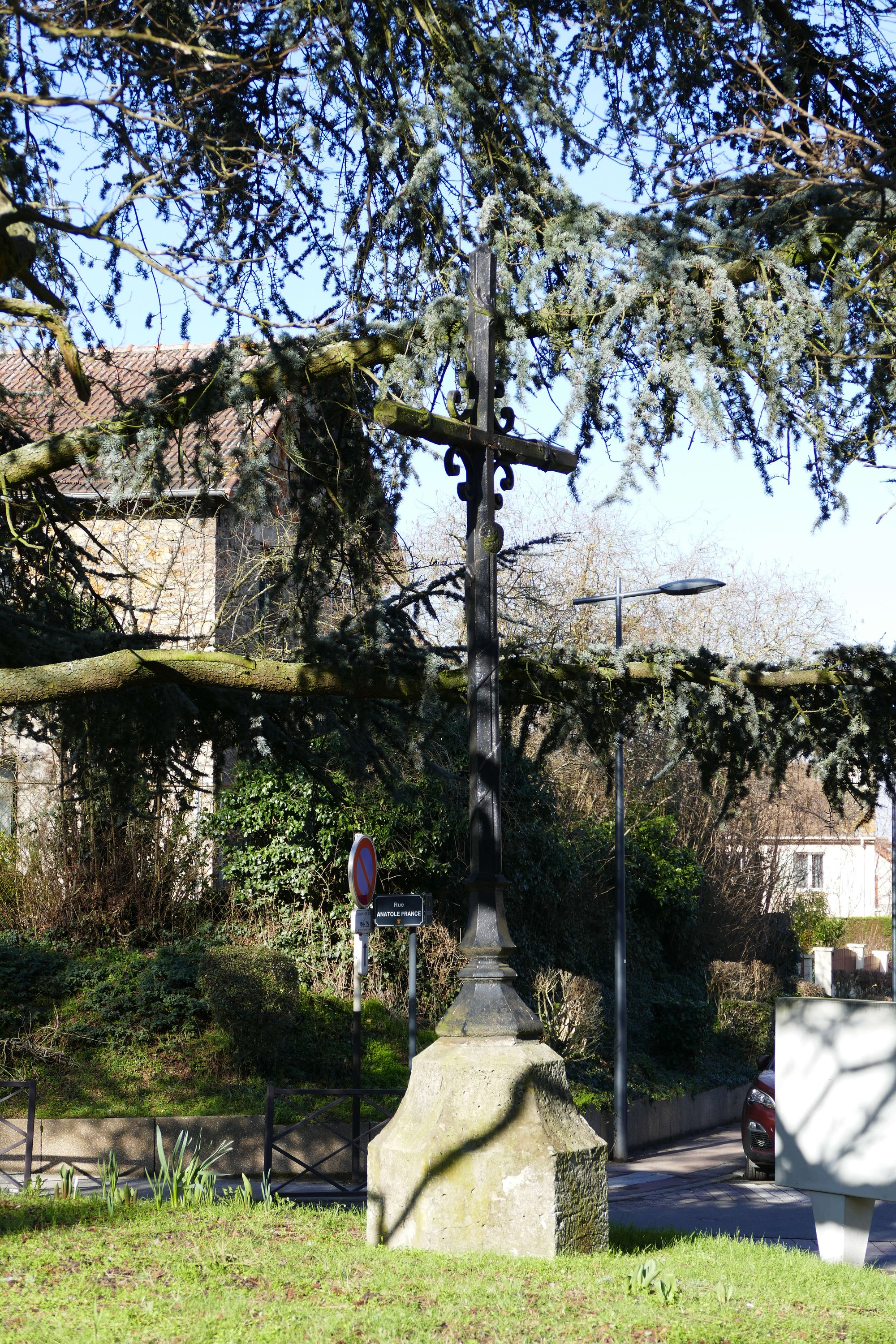
Croix du Parc Saint-Cyr.
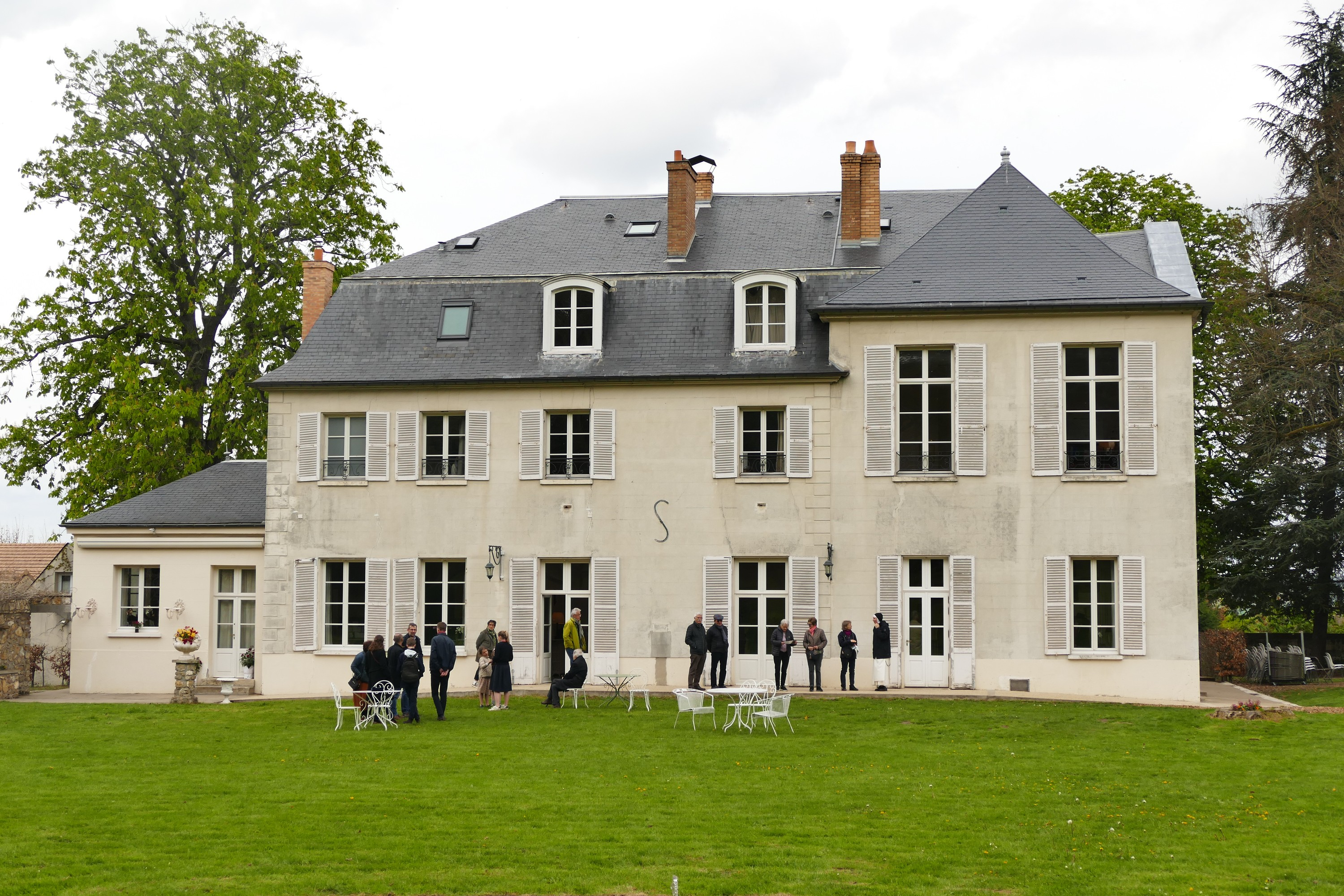
Le château de Ternay.

### Patrimoine naturel
- L'ancienne allée royale de Villepreux passe sur le territoire de la commune. Cet axe fait actuellement l'objet d'un projet de réhabilitation dans le cadre des projets de développement de la plaine de Versailles.
- La plaine de Versailles, ensemble agricole au nord de la commune (occupant la majeure partie de la superficie de Fontenay).
- Jardins familiaux de la Plaine.
- Parc de la Mairie (centre-ville).
- Parc la Reinette (centre-ville).
- Parc du Levant.
- Parc des Missionnaires (proche de la gare).
- Bois des Missionnaires (sud de la commune).

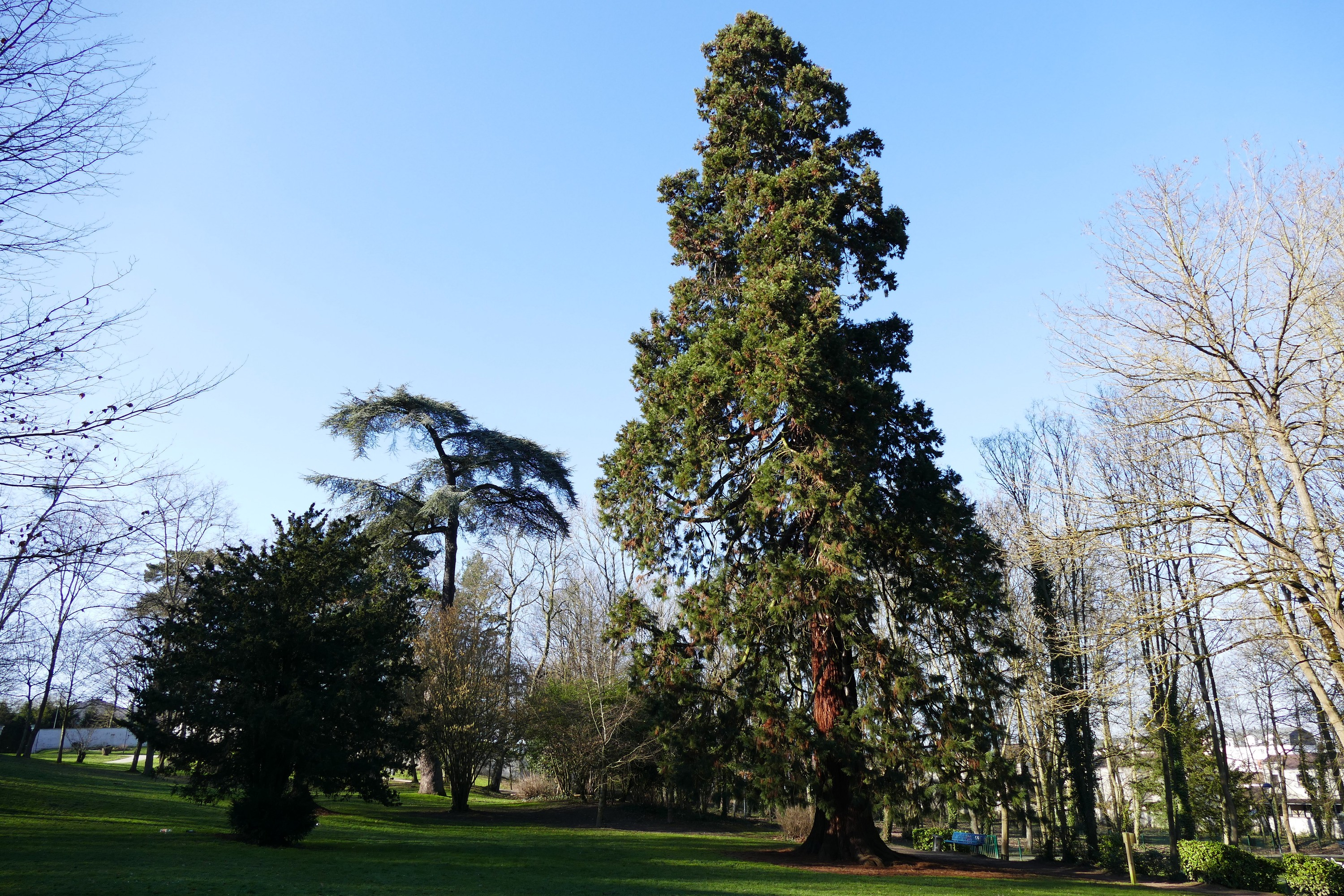
Parc des Missionnaires.
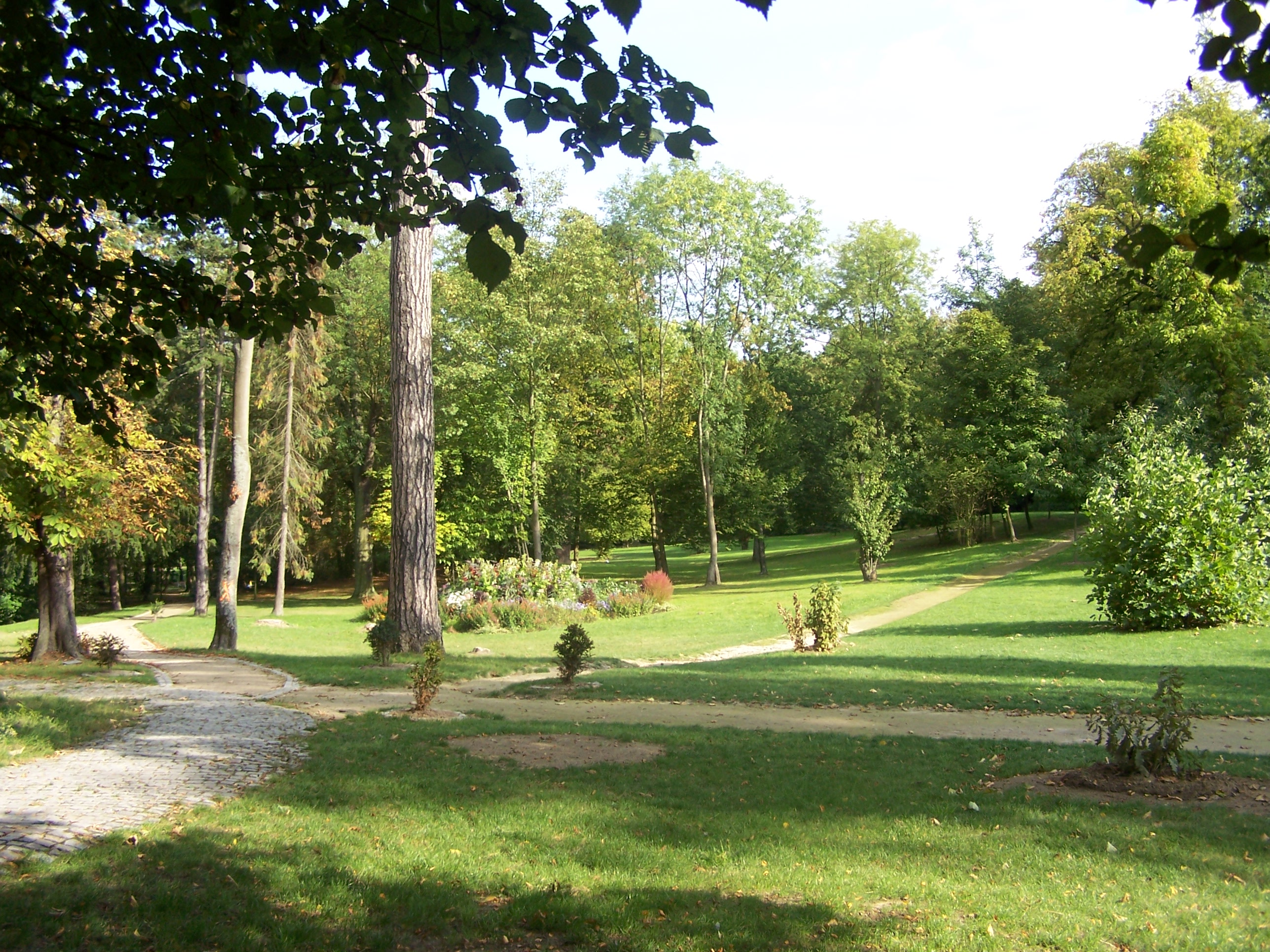
Parc des Missionnaires.
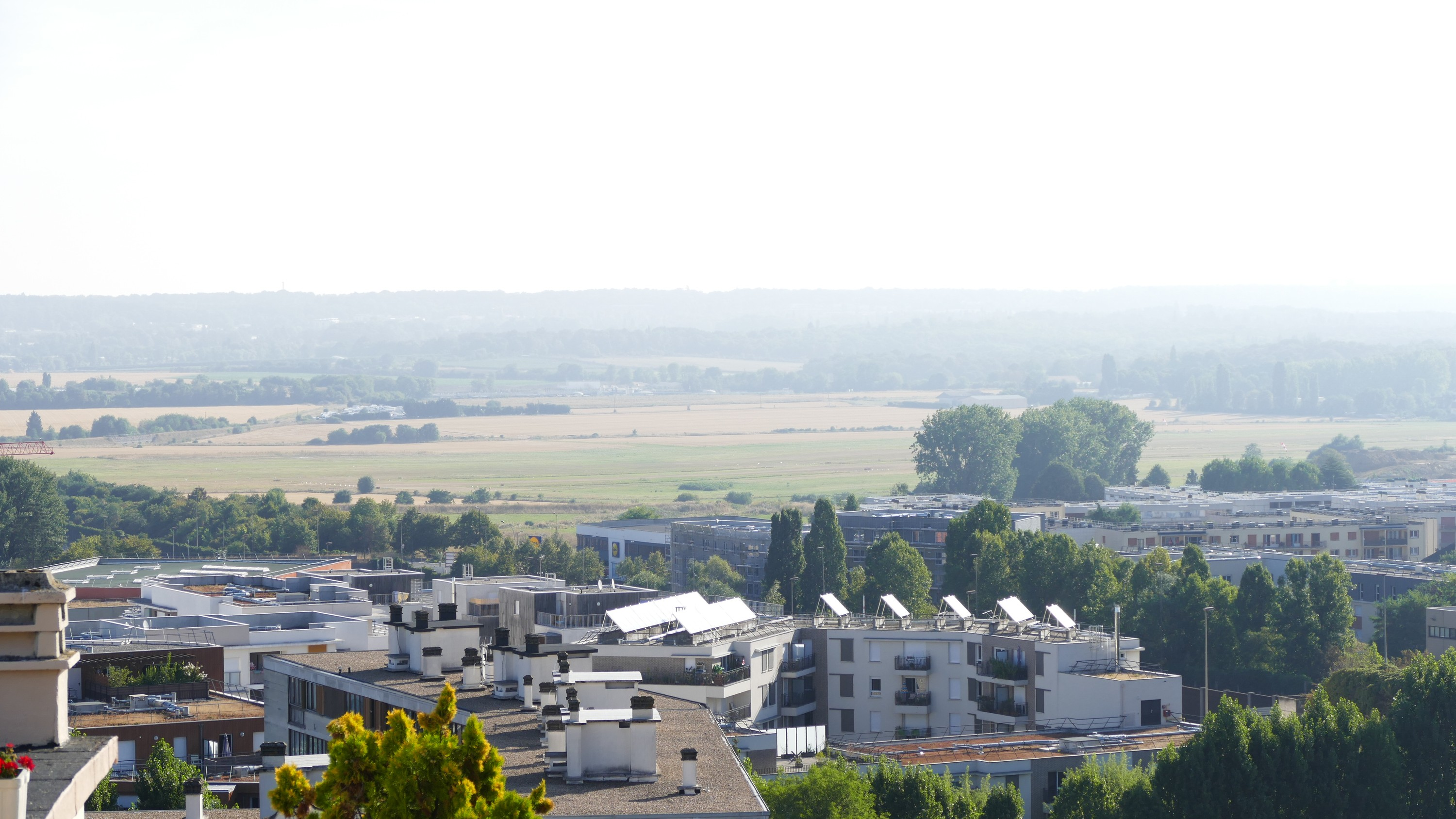
Plaine agricole de Versailles.

### Personnalités liées à la commune
- Félix Barthe (1795-1863), garde des Sceaux, ministre de la Justice et des Cultes et de l'Instruction publique, possédait le château du Haut-Fontenay. Une plaque commémorative à son nom figure au fond de l'église paroissiale Saint-Germain de Fontenay.
- Sacha Guitry (1885-1957), comédien et dramaturge, vécut à Fontenay-le-Fleury, où il se maria avec Geneviève de Séréville en 1939. Il possédait le château de Ternay.
- René Dorme (1894-1917), aviateur français, As dans le groupe des Cigognes et compagnon de Georges Guynemer, dont la famille résidait dans la commune[58].
- Manuel Zorrilla (1919-2015), artiste peintre, dessinateur, graveur, lithographe argentin, y a vécu depuis 1982 et y est mort.
- Carlo Marangio (1936-), artiste peintre italien, a vécu à Fontenay-le-Fleury.
- Bernard Friot (1951-), écrivain (a vécu à Fontenay-le-Fleury de 1958 à 1964).
- Laurent Ournac (1980-), comédien.
- Rémi Gomis (1984-), footballeur, international sénégalais.
- Aurélien Collin (1986-), footballeur français, il évolue avec le Sporting Kansas City en Major League Soccer (MLS). Il est élu meilleur joueur lors de la finale de MLS de 2013, remportée face au Real Salt Lake.
- Wilfried Louisy-Daniel (1986-), footballeur.
- Hervé Le Sourd, dit Hervé, auteur-compositeur et chanteur français.

### Héraldique
| Armes de Fontenay-le-Fleury | Les armes de Fontenay-le-Fleury se blasonnent ainsi : de gueules à la fontaine fascée ondée de gueules et d'or, dans un anneau supportant cinq fleurs de lys alternées avec cinq faisceaux de cinq rayons de soleil, le tout aussi d'or. |